# Hoya variifolia
Hoya variifolia är en oleanderväxtart som beskrevs av Henry Nicholas Ridley. Hoya variifolia ingår i släktet Hoya och familjen oleanderväxter. Inga underarter finns listade i Catalogue of Life.